# Christoffel van den Berghe
Christoffel van den Berghe (1590, Anvers - 1645, Middelbourg) est un peintre hollandais d'origine flamande. Il est connu pour ses peintures de paysages et de natures mortes.

## Biographie
Christoffel van den Berghe est né vers 1590, probablement à Anvers.  Sa famille quitte la Flandre pour s'installer à Middelbourg,, dans les Provinces-Unies.
Il a vraisemblablement étudié la peinture auprès de Ambrosius Bosschaert. Il devient membre de la guilde de Saint-Luc de Middelbourg en 1619. Il reste toute sa vie à Middelbourg jusqu'à sa mort. Il enseigne la peinture à Jan Goedart.
Il meurt en 1645, probablement à Middelbourg.

## Œuvres
- Nature morte aux oiseaux morts[3], The J.Paul Getty Museum, Los Angeles

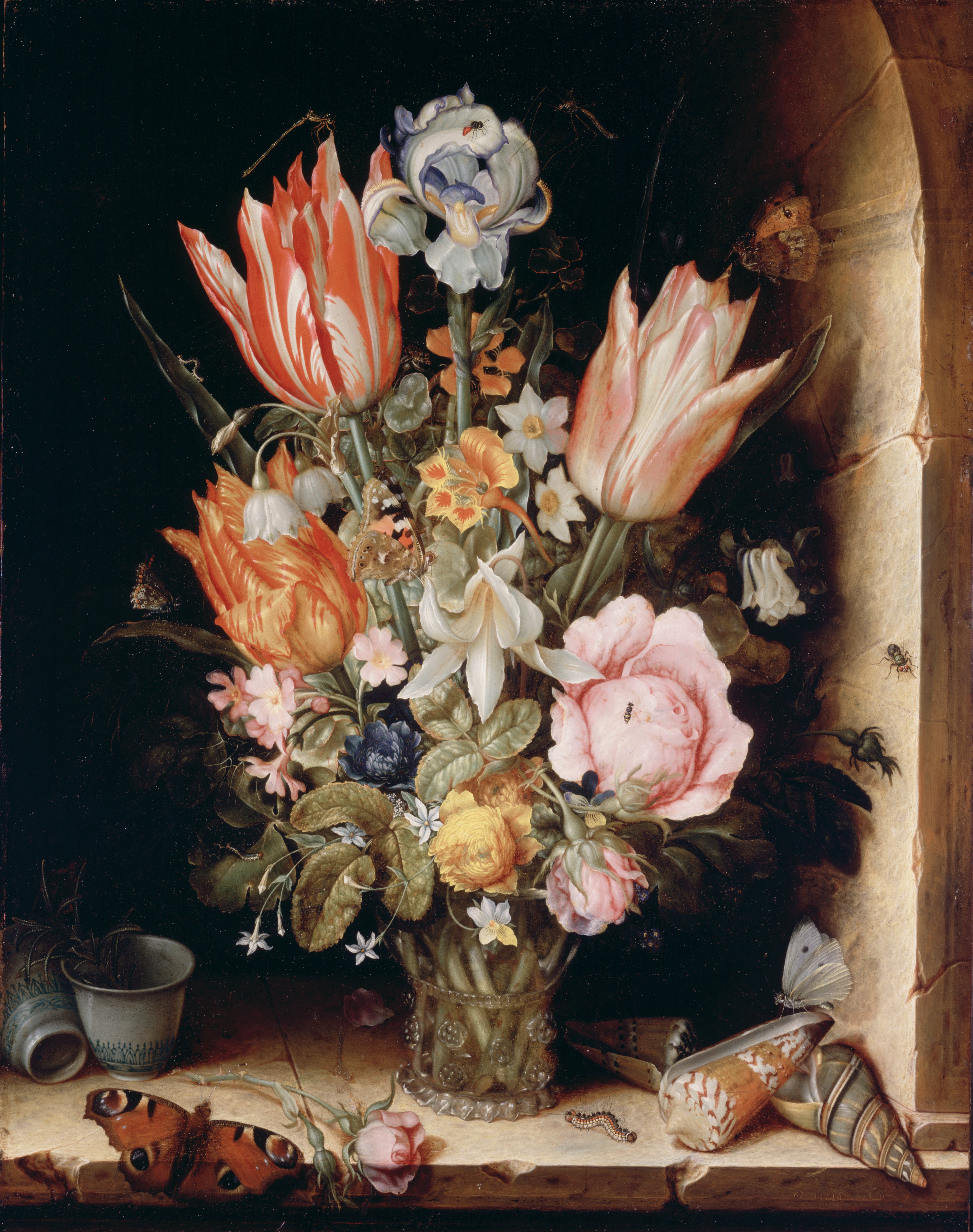
Nature morte avec des fleurs dans un vase, Philadelphia Museum of Art, 1617.
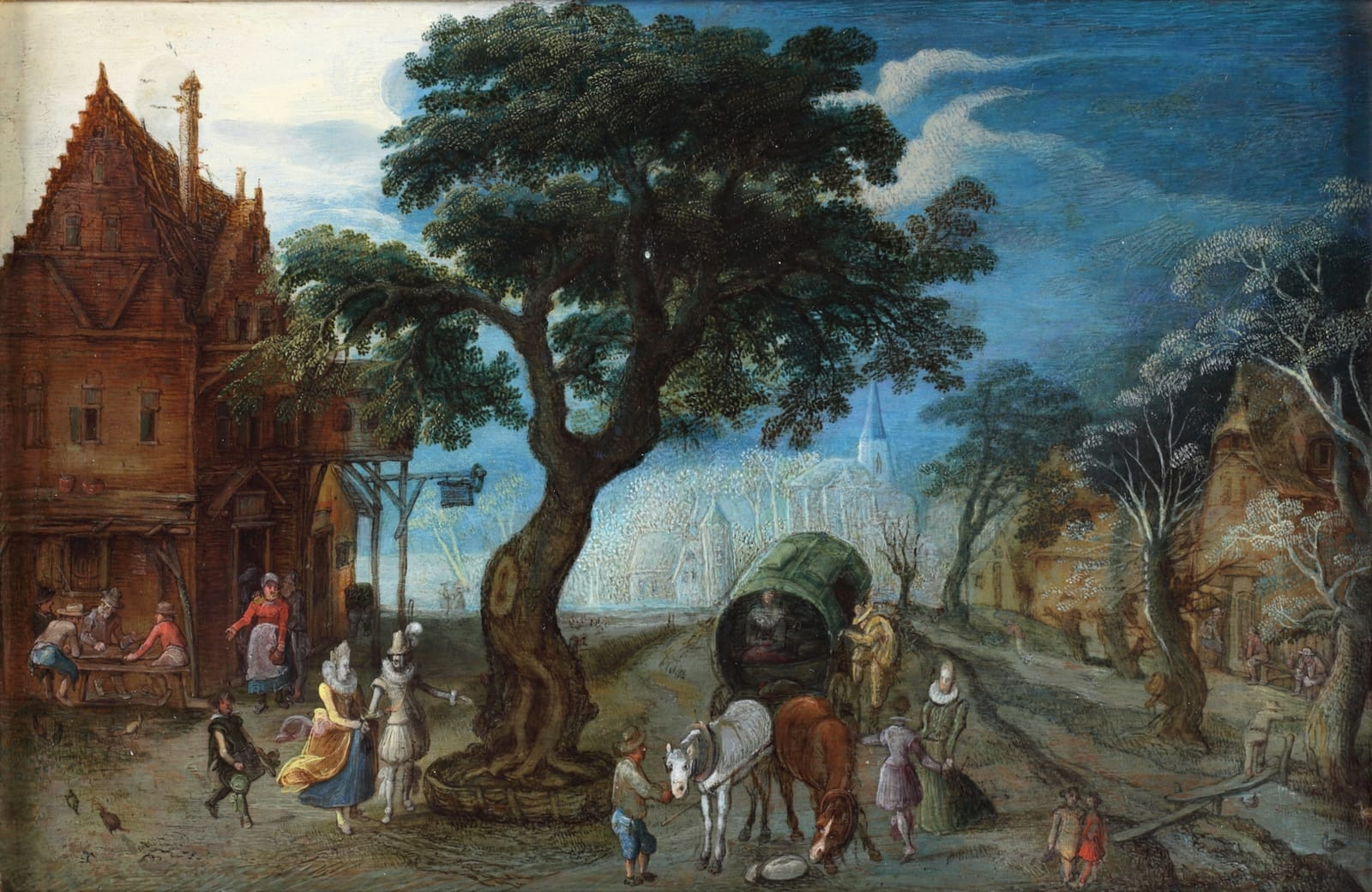
Voyageurs se préparant au départ.